# Planety z cyklu Diuna
W Uniwersum Diuny akcja rozgrywa się na powierzchni kilku planet, zaś o istnieniu innych wskazują rozmaite przypisy które Frank Herbert wprowadził do swojej powieści.

## Kaitain
Stolica Imperium rządzonego przez Ród Corrinów. Planeta posiada łagodny klimat. Stolica planety to bogate miasto Korryntia.

## Kaladan
Siedziba Rodu Atrydów od 8711 roku. Większość powierzchni planety jest pokryta przez oceany. Ludzie na planecie są oddani Atrydom, uważając ich za bardzo dobrych władców. Tutaj rozpoczyna się akcja powieści, kiedy Atrydzi, z rozkazu Imperatora, zmuszeni są do opuszczenia planety i udania się na Arrakis by objąć planetę w lenno.
Planeta w większości pokryta jest wodą, na jej powierzchni występują silne wiatry. Lądy pokryte są mokradłami, podmokłymi łąkami i lasami. Podstawą gospodarki Kaladanu jest uprawa ryżu pundi i hodowla bydła, jak również winnice. Ludność Kaladanu jest fanatycznie lojalna wobec tego rodu; planety bronią również oddziały świetnie uzbrojonych wojowników, a podstawą wojsk jest „potęga morska i powietrzna”.

## Giedi Prime
Planeta będąca siedzibą Rodu Harkonnenów. W czasach Dżihadu Butleriańskiego była to główna planeta Ligi Szlachetnych – bastionu wolnych ludzi, opierających się inwazji maszyn. W uniwersum Diuny nosiła kolejno dwie nazwy: Giedi Prime (gdy odgrywała rolę głównej planety Rodu Harkonnenów) oraz Gammu (głównie w 2 ostatnich częściach powieści). Giedi Prime była główną planetą Rodu Harkonnenów. Jej stolicą była Baronia, w której centralnym punkcie wznosiła się ogromna konstrukcja z plastali i zbrojonego plazu, długa na czterdzieści pięć kilometrów, szeroka na trzydzieści, o wysokości 950 pięter, mająca być przypieczętowaniem ich rządów na planecie.

## Salusa Secundus
Więzienna planeta w lennie Imperatora, gdzie rekrutuje on swoje elitarne oddziały wojskowe – Sardaukarów. Wiadomo, że planeta jest zbliżona warunkami do tych panujących na Arrakis, co daje żołnierzom niebywałą wytrzymałość.

## Ix
Źródło nowoczesnych technologii w Uniwersum Diuny, niekiedy łamiące Wielką Konwencję.

## Wallach IX
Dziewiąta planeta Laudżin, będąca macierzystą siedzibą Bene Gesserit. Posiada błękitnobiałe słońce oraz surowy klimat.

## Richese
Druga planeta we wszechświecie słynąca z wyrobu maszyn, siedziba pomniejszego Rodu Richese. Zniszczona przez Dostojne Matrony: „W kontynentach powstawały pęknięcia, w atmosferze szalały burze ryczących płomieni. Pasma fal elektromagnetycznych wypełniły krzyki rozpaczy, wrzaski bólu i przerażenia, a potem przeszywające uszy sprzężenie, kiedy unicestwiacze dokończyły dzieła zniszczenia. Zakłady zbrojeniowe, stocznie, miasta, łańcuchy górskie i całe oceany zamieniły się w zjonizowaną parę. Ziemia stała się wypaloną, pokrytą pęcherzami ceramiczną skorupą”

## Rossak
Jedna z głównych planet Dżihadu Butleriańskiego, będąca częścią Ligi Szlachetnych. Większość jej powierzchni zajmuje nieprzenikniona dżungla, w której kryje się źródło wielu nietypowych leków. Z niej pochodzą także tzw. „Czarownice z Rossaka” które opanowały możliwość niszczenia umysłów Tytanów. Tutaj urodziła się i wychowała Norma Cenva – założycielka Gildii Kosmicznej.

## Ginaz
Planeta słynąca ze szkolenia doskonałych wojowników. Duncan Idaho jest mistrzem Miecza z Ginaza.

## Tupile
„Planeta azylu” (prawdopodobnie kilka planet), miejsce schronienia dla podbitych rodów Imperium. Położenie jej (ich) znane było jedynie Gildii i trzymane w tajemnicy na mocy pokoju gildyjskiego.

## Kapitularz
Jedna z „bezpiecznych” planet Zgromadzenia Żeńskiego, skolonizowana wkrótce po śmierci Boga Imperatora. Planetę otaczały statki pozaprzestrzenne, dzięki czemu planeta była niemożliwa do zlokalizowania (nawet Gildia Kosmiczna nie znała jej położenia). W czasie trwania akcji powieści Heretycy Diuny i Kapitularz Diuną jest to główna siedziba Matek Wielebnych, przeniesiona z Wallach IX.

## Węzeł
Wezeł był główną planetą Gildii Kosmicznej, na której znajdowała się ogromna twierdza, gdzie nawigatorzy mogli swobodnie przemieszczać się jej olbrzymimi korytarzami. Później, podczas inwazji Dostojnych Matron, Węzeł staje się ich główną planetą. Tutaj też Bene Gesserit przypuszczają atak na Dostojne Matrony.

## Buzzell
Jedna z planet Zgromadzenia Żeńskiego. Jest to chłodna planeta, prawie w całości pokryta oceanem. W oceanie na planecie żyły stworzenia, które wytwarzały Kojotyty – najcenniejsze klejnoty we wszechświecie.

## Poritrin
Występuje w cyklu „Legendy Diuny”. W czasach Dżihadu Butleriańskiego była siedzibą naukowca Tio Holtzmana oraz bezwzględnego Lorda Bludda. Zamieszkiwana przez wielu niewolników wyznających buddislam. Podczas buntu część z nich ucieka na Diunę.

## Upamiętnienie
Nazwy wzięte od planet cyklu Diuna noszą obszary pocięte dolinami (labyrinthi) znajdujące się na Tytanie - największym księżycu Saturna.
| Labyrinthus            | Planeta             |
| ---------------------- | ------------------- |
| Anbus Labyrinthus      | Anbus               |
| Corrin Labyrinthus     | Corrin              |
| Ecaz Labyrinthus       | Ekaz                |
| Gammu Labyrinthus      | Gammu (Giedi Prime) |
| Gamont Labyrinthus     | Gamont              |
| Gansireed Labyrinthus  | Gansireed           |
| Ginaz Labyrinthus      | Ginaz               |
| Grumann Labyrinthus    | Grumann             |
| Harmonthep Labyrinthus | Harmonthep          |
| Ipyr Labyrinthus       | Ipyr                |
| Junction Labyrinthus   | Węzeł               |
| Kaitain Labyrinthus    | Kaitain             |
| Kronin Labyrinthus     | Kronin              |
| Lampadas Labyrinthus   | Lampadas            |
| Lankiveil Labyrinthus  | Lankiveil           |
| Lernaeus Labyrinthus   | Lernajos            |
| Muritan Labyrinthus    | Muritan             |
| Naraj Labyrinthus      | Naraj               |
| Niushe Labyrinthus     | Niushe              |
| Palma Labyrinthus      | Palma               |
| Richese Labyrinthus    | Richese             |
| Salusa Labyrinthus     | Salusa              |
| Sikun Labyrinthus      | Sikun               |
| Tleilax Labyrinthus    | Tleilax             |
| Tupile Labyrinthus     | Tupile              |